# Вальтер Еннеккерус
Вальтер Рудольф Еннеккерус (нім. Walter Rudolf Enneccerus; 21 листопада 1911, Трір — 3 серпня 1971, Тросдорф) — німецький льотчик штурмової авіації, один з найвідоміших пілотів люфтваффе початкового періоду війни, оберстлейтенант люфтваффе вермахту, бригадний генерал люфтваффе бундесверу. Кавалер Лицарського хреста Залізного хреста.

## Біографія
1 квітня 1930 року вступив добровольцем в піхоту. В 1935 році переведений в люфтваффе. Після закінчення льотної підготовки в 1936 році зарахований в 165-у ескадру пікіруючих бомбардувальників і в листопаді 1938 року призначений командиром 4-ї ескадрильї. Учасник Польської кампанії. З 15 грудня 1939 року — командир 2-ї групи 2-ї ескадри пікіруючих бомбардувальників. Під час боїв в Бельгії і Франції в травні-червні 1940 року група Еннеккеруса стала однією з найбільш результативних в штурмовій авіації; успішно діяв в районі Маастрихта, Льєжа, Філіппвілля, Дюнкерка, Гавра і Ла-Рошелі. В грудні 1940 року група Еннеккеруса перекинута в Трапані на західному узбережжі Сицилії. 
В ході операції 6 січня 1941 року німецькими літаками (включаючи літаки групи Еннеккеруса) був тяжко пошкоджений авіаносець «Іластріас», а 11 січня — крейсер «Саутгемптон». В лютому 1941 року група Еннеккеруса перекинута в Лівію. Учасник нальотів на Тобрук, де 12 травня його пілоти пошкодили канонерський човен «Ледібірд», 26 травня пошкодили авіаносець «Формідабл» і есмінець «Нубіан», а 24 червня потопили сторожовий корабель «Окленд» і пошкодили крейсер «Аврора». 13 січня 1942 року група Еннеккеруса перейменована в 3-ю групу 3-ї ескадри пікіруючих бомбардувальників, одночасно група була оснащена новими Ju.87D, а в березні 1941 року перекинута в Сан-П'єтро. Брала участь в нальотах на Мальту. 
1 квітня 1941 року пілоти групи Еннеккеруса потопили підводні човни «Пандора» і P36 і пошкодили підводний човен «Анбітен», а також потопили тральщик «Сансет» і пошкодили тральщик «Абінгдон», танкер «Пламліф» і 3 буксири. 5 квітня 1942 року під час нальоту на головну гавань Ла-Валетти були потоплені есмінці «Ланс» і «Геллант». 
У квітні 1942 року був переведений в штаб командувача авіацією в Африці, а в травні 1942 року — в штаб авіаційної області «Ростов». З 13 жовтня 1942 року — командир 77-ї ескадри пікіруючих бомбардувальників. Учасник боїв в районі Ростова-на-Дону. 20 лютого 1943 року переведений в штаб 9-го авіакорпусу, що базувався у Франції, а 1 вересня 1943 року — в Генштаб люфтваффе. 
З 1 березня по 18 липня 1944 року — командир авіації на Заході, а з 29 липня 1944 року і до кінця війни служив в штабі 6-го повітряного флоту офіцером зв'язку. В липні 1956 року вступив у ВПС ФРН, служив на різних штабних посадах. 1 жовтня 1967 року вийшов у відставку.

## Звання
- Лейтенант (2 березня 1934)
- Оберлейтенант (1 жовтня 1935)
- Гауптман (1 січня 1939)
- Майор (28 липня 1940)
- Оберстлейтенант Генштабу (1 жовтня 1943)
- Оберст (1 вересня 1957)
- Бригадний генерал (1 жовтня 1963)

## Нагороди
- Нагрудний знак пілота
- Медаль «За вислугу років у Вермахті» 4-го класу (4 роки)
- Медаль «У пам'ять 13 березня 1938 року»
- Медаль «У пам'ять 1 жовтня 1938» із застібкою «Празький град»
- Залізний хрест 2-го і 1-го класу
- Авіаційна планка винищувача в золоті
- Нагрудний знак пілота (Угорщина)
- Лицарський хрест Залізного хреста (21 липня 1940)